# Подгора при Златем Пољу
Подгора при Златем Пољу (словен. Podgora pri Zlatem Polju) је насељено место у општини Луковица, Средњесловенска регија, Словенија.

## Историја
До територијалне реорганизације у Словенији била је у саставу старе општине Домжале.

## Становништво
У попису становништва из 2011. године, Подгора при Златем Пољу је имала 25 становника.
| Број становника према пописима | Број становника према пописима | Број становника према пописима |
| ------------------------------ | ------------------------------ | ------------------------------ |
| 1991                           | 2002                           | 2011                           |
| 15                             | 22                             | 25                             |

Напомена: До 1955. исказивано под именом Подгора. Године 2008. извршена је мала размена територија између насеља Подгора при Златем Пољу и Трновче.